# Anthrobia
Anthrobia Tellkampf, 1844 è un genere di ragni appartenente alla famiglia Linyphiidae.

## Distribuzione
Le quattro specie oggi note di questo genere sono state rinvenute negli USA.

## Tassonomia
A maggio 2011, si compone di quattro specie:
- Anthrobia acuminata (Emerton, 1913) — USA
- Anthrobia coylei Miller, 2005 — USA
- Anthrobia monmouthia Tellkampf, 1844[3] — USA
- Anthrobia whiteleyae Miller, 2005 — USA